# Гаврилов Олексій Олегович
Олексій Олегович Гаврилов (рос. Алексей Олегович Гаврилов; нар. 20 жовтня 1960, Москва) – російський шахіст, гросмейстер від 2010 року.

## Шахова кар'єра
Перші успіхи припадають на кінець 1980-х років. 1989 року поділив 2-ге місце (позаду Андрія Щекачова, разом з Михайлом Перельштейном) у Москві. 1992 року досягнув найгучнішого успіху а кар'єрі, вигравши золоту медаль на першому після розпаду Радянського Союзу чемпіонаті Росії, який відбувся в Орлі. Того ж року одноосібно переміг на черговому турнірі у Москві. 1995 року поділив 4-те місце (позаду Сергія Мовсесяна, Роберта Тібенського і Артура Когана) на міжнародному чемпіонаті Словаччини в Тренчині, а в 1996 році переміг (разом з Бабакулі Аннаковим) у Москві. 2001 року під час відкритого турніру в Пардубице виконав першу гросмейстерську норму, поділив також 1-ше місце (разом з Руфатом Багіровим) на меморіалі Ф. Пріпіса в Москві. 2004 року поділив 1-ше місце на турнірі Proclient Cup в Оломоуці. 2005 року в Казані під час півфіналу чемпіонату Росії виконав другу гросмейстерську норму. 2006 року переміг на турнірах Summer IM A Inline в Оломоуці і V Cerrado Escuela в Понтеведрі. 2008 року переміг в Ефоріє та поділив 1-ше місце (разом з Зонтахом Зонтахом) у Липецьку. 2009 року переміг на турнірі з циклу World Chess Tour в Москві (виконавши третю гросмейстерську норму), а в 2010 році поділив 1-ше місце (разом з Максимом Туровим) в Ефоріє. На перетині 2011 і 2012 років переміг (разом з Яцеком Томчаком) на регулярному турнірі Краковія в Кракові.
Найвищий рейтинг Ело в кар'єрі мав станом на 1 липня 2007 року, досягнувши 2512 очок займав 116-те місце серед російських шахістів.